# Con đường chuột
Con đường chuột (tiếng Đức: Rattenlinien còn có nghĩa là Thang dây) là từ được giới tình báo Mỹ đưa ra để nói về hệ thống các lối trốn chạy cho Đức quốc xã và những tên phát xít cộm cán khác chạy trốn khỏi Châu Âu vào cuối Thế chiến II. Những lối thoát này chủ yếu dẫn đến các thiên đường chạy trốn ở Châu Mỹ Latinh, đặc biệt là Argentina, Chile, Paraguay, Colombia, Brazil, Uruguay, Mexico, Guatemala, Ecuador và Bolivia, cũng như Hoa Kỳ và Thụy Sĩ.
Có hai tuyến chính xuất phát từ Đức: tuyến đầu tiên qua Tây Ban Nha đến Argentina; tuyến thứ hai qua Rome đến Genova, sau đó là Nam Mỹ. Hai tuyến phát triển độc lập nhưng cuối cùng đã hợp tác với nhau . Các tuyến trốn chạy được hỗ trợ bởi các giáo sĩ của Giáo hội Công giáo Rôma, như của giám mục Alois Hudal (1885-1963). Nhà sử học Michael Phayer xác định được rằng sự hỗ trợ này được Tòa Thánh ủng hộ . Vì thế con đường chuột còn được giới tình báo Mỹ gọi theo tiếng Đức là Klosterrouten (đường tu viện) .

## Đường chuột chạy qua Tây Ban Nha
Khởi nguồn của đường này liên quan đến sự phát triển quan hệ Vatican - Argentine trước và trong Thế chiến II . Từ năm 1942 Đức ông Luigi Maglione đã liên lạc với Đại sứ Llobet, hỏi về "sự sẵn lòng của chính phủ Cộng hòa Argentina để áp dụng luật di trú của mình một cách hào phóng, nhằm khuyến khích người nhập cư châu Âu Công giáo tìm kiếm đất đai và vốn cần thiết ở đất nước ta" . Sau đó linh mục người Đức Anton Weber, người đứng đầu Hiệp hội Saint Raphael có trụ sở tại Rome, đã tới Bồ Đào Nha và đến tiếp Argentina, để đặt nền móng cho việc di cư Công giáo trong tương lai. Đây là một tuyến đường mà những kẻ lưu vong phát xít khai thác. Theo nhà sử học Michael Phayer, "đây là nguồn gốc vô tư của những gì sẽ trở thành đường chuột chạy Vatican" .
Tây Ban Nha, chứ không phải Rome, là "trung tâm đầu tiên tạo con đường chuột cho phát xít quốc xã trốn chạy", mặc dù chính cuộc di cư đã được lên kế hoạch ở Vatican . Trong số những người tổ chức chính có Charles Lescat, một thành viên người Pháp của Action Française (Hành động Pháp, một tổ chức chính trị cánh hữu bị Giáo hoàng Pius XI từ bỏ (suppressed) và được Giáo hoàng Pius XII phục hồi), và Pierre Daye, một người Bỉ có liên hệ với chính phủ Tây Ban Nha . Lescat và Daye là những người đầu tiên chạy trốn khỏi Châu Âu với sự giúp đỡ của hồng y người Argentina Antonio Caggiano .
Đến năm 1946 có hàng trăm tội phạm chiến tranh và hàng ngàn tên phát xít Nazi đến Tây Ban Nha . Theo James F. Byrnes (sau này là Ngoại trưởng Hoa Kỳ) sự hợp tác của Vatican trong việc chuyển những "người xin tị nạn" này là "không đáng kể" . Nhưng theo Phayer, Pius XII "thích nhìn thấy tội phạm chiến tranh phát xít trên tàu đi đến Thế giới mới hơn là nhìn thấy họ mục nát trong các trại tù binh ở Đức" . Không giống như hoạt động di cư của Vatican ở Ý tập trung vào Thành phố Vatican, đường trốn chạy ở Tây Ban Nha, mặc dù "được thúc đẩy bởi Vatican", tương đối độc lập với hệ thống phân cấp của Cục Di trú Vatican .

## Đường chuột chạy qua Vatican

### Những nỗ lực ban đầu của Đức Giám mục Hudal
Giám mục Alois Hudal, giám đốc của Pontificio Istituto Teutonico Santa Maria dell'Anima ở Rome là người hưởng ứng chủ nghĩa Nazi và là "Giám đốc tinh thần của người Đức ở Ý" . Khi chiến tranh kết thúc ở Ý, Phủ Quốc vụ khanh Vatican được phép chỉ định một đại diện để "thăm các người bị giam dân sự nói tiếng Đức ở Ý", đã trao cho Hudal việc này, thăm nom các tù nhân chiến tranh và tù dân sự nói tiếng Đức bị giam giữ trong các trại ở nước Ý.
Hudal đã sử dụng vị trí này để hỗ trợ tội phạm chiến tranh của Đức Quốc xã đang bị truy nã. Những người đang bị giam giữ trong các trại mà không có giấy tờ tùy thân đã được ghi danh vào sổ đăng ký trại dưới tên giả. Những tên phát xít khác trốn ở Ý đã tìm kiếm đến Hudal vì vai trò của ông trong việc giúp đỡ những kẻ trốn thoát được biết đến trong lưới bí mật Đức quốc xã . Trong hồi ký Hudal xác nhận "Tôi cảm ơn Chúa rằng Ngài [cho phép tôi] đến thăm và an ủi nhiều nạn nhân trong các nhà tù và trại tập trung của họ và giúp họ trốn thoát bằng giấy tờ tùy thân giả.". Kết quả là các nhân vật tội phạm trốn thoát, bao gồm Franz Stangl sĩ quan chỉ huy Treblinka, Gustav Wagner sĩ quan chỉ huy trại hủy diệt Sobibór, Alois Brunner người chịu trách nhiệm về trại giam Drancy gần Paris và chịu trách nhiệm về các vụ trục xuất từ Slovakia tới trại tập trung ở Đức, và Adolf Eichmann người tổ chức chủ chốt của Holocaust. 
Theo Mark Aarons và John Loftus trong cuốn Unholy Trinity thì Hudal là linh mục Công giáo đầu tiên cống hiến cho việc lập ra các lối trốn chạy . Aarons và Loftus tuyên bố rằng Hudal đã cung cấp cho các đối tượng của tổ chức từ thiện của mình tiền để giúp họ trốn thoát và quan trọng hơn là cung cấp cho họ các giấy tờ giả, bao gồm các tài liệu nhận dạng do Tổ chức tị nạn Vatican (Pontificia Commissione di Assistenza) cấp. Những giấy tờ này của Vatican không có hộ chiếu đầy đủ và nên không đủ để đi qua nước ngoài. 
Thay vào đó, đó là điểm dừng đầu tiên trong đường mòn giấy mà họ có thể được sử dụng để lấy hộ chiếu người bị di dời từ Ủy ban Chữ thập đỏ quốc tế (ICRC), do đó có thể được sử dụng để xin thị thực. Về lý thuyết, ICRC sẽ thực hiện kiểm tra lý lịch cho những người xin hộ chiếu, nhưng trong thực tế, lời của một linh mục hoặc đặc biệt là một giám mục sẽ đủ cho họ tin. Theo các tuyên bố được thu thập bởi nhà văn người Áo Gitta Sereny từ một quan chức cấp cao của chi nhánh ICRC tại Rome , Hudal cũng có thể sử dụng vị trí của mình như một giám mục để yêu cầu các giấy tờ từ ICRC "được thực hiện theo thông số của ông".
Theo các báo cáo tình báo Mỹ được giải mật, Hudal không phải là linh mục duy nhất giúp Đức Quốc xã trốn chạy vào thời điểm này. Trong "Báo cáo La Vista" giải mật năm 1984, nhân viên của Quân đoàn phản gián (CIC) Vincent La Vista đã kể về việc ông đã dễ dàng sắp xếp cho hai người tị nạn Hungary không có thật để nhận các tài liệu ICRC giả với sự giúp đỡ của một lá thư từ Cha Joseph Gallov. Gallov, người điều hành một tổ chức từ thiện do Vatican tài trợ cho người tị nạn Hungary, không hỏi gì và đã viết một lá thư cho "liên hệ cá nhân của ông trong Hội Chữ thập đỏ Quốc tế, người sau đó đã cấp hộ chiếu".

## Các vụ đào thoát điển hình
Một số tên tội phạm phát xít và tội phạm chiến tranh đã trốn thoát bằng cách sử dụng các mạng lưới này gồm:
- Andrija Artuković thành viên cấp cao tổ chức phát xít Croatia Ustaša, trốn sang Hoa Kỳ, bị bắt năm 1984, dẫn độ tới Nam Tư, và chết ở đó năm 1988.
- Klaus Barbie biệt danh "Đồ tể thành Lyon" (Pháp), trốn sang Bolivia năm 1951 với sự giúp đỡ từ Hoa Kỳ, vì ông là một đặc vụ của Quân đoàn Phản gián Quân đội Hoa Kỳ từ tháng 4/1947 [22] Năm 1983 Barbie bị bắt, dẫn độ sang Pháp, bị kết án tù và chết trong tù ở Pháp ngày 23/9/1991.
- Alois Brunner Schutzstaffel người Áo, trốn sang Syria năm 1954, chết khoảng năm 2010
- Herberts Cukurs thành viên của Arajs Kommando Latvia, tham gia giết người hàng loạt người Do Thái Latvia, trốn sang Brazil năm 1945, bị Mossad xử tử ở Uruguay năm 1965.
- Adolf Eichmann trốn sang Argentina năm 1950, bị Mossad bắt năm 1960, bị xử tử tại Israel ngày 1/6/1962
- Aribert Heim biến mất vào năm 1962, nhiều khả năng đã chết ở Ai Cập vào năm 1992
- Sándor Dualíró trốn sang Argentina, trở về Hungary năm 1996, ra tòa xét xử các tội ác chiến tranh ở Budapest tháng 2/2011, trước khi qua đời vào tháng Chín.
- Josef Mengele trốn sang Argentina năm 1949, sau đó sang các nước khác, chết ở Brazil năm 1979
- Ante Pavelić trốn sang Argentina năm 1948, chết ở Tây Ban Nha tháng 12/1959, vì những vết thương kéo dài hai năm trước đó trong một vụ ám sát
- Erich Priebke trốn sang Argentina năm 1949, bị bắt năm 1994, chết năm 2013
- Walter Rauff trốn sang Chile, không bị bắt, chết năm 1984
- Eduard Roschmann trốn sang Argentina năm 1948, trốn đến Paraguay để tránh dẫn độ và chết ở đó vào năm 1977
- Hans-Ulrich Rudel trốn sang Argentina năm 1948, lập ra "Kameradenwerk" (Công trình đồng đội), một tổ chức cứu trợ tội phạm Đức Quốc xã giúp chúng trốn thoát
- Franz Stangl trốn sang Brazil năm 1951, bị bắt năm 1967 và bị dẫn độ về Tây Đức, chết năm 1971 vì bệnh suy tim
- Gustav Wagner trốn sang Brazil năm 1950, bị bắt năm 1978, tự sát năm 1980.